# Condado de Jefferson (Illinois)
O Condado de Jefferson é um dos 102 condados do Estado americano de Illinois. A sede do condado é Mt. Vernon, e sua maior cidade é Mt. Vernon. O condado possui uma área de 1 512 km² (dos quais 33 km² estão cobertos por água), uma população de 40 045 habitantes, e uma densidade populacional de 27 hab/km² (segundo o censo nacional de 2000). O condado foi fundado em 26 de março de 1819.